# Jonathan Adams (Schauspieler, 1931)
Jonathan Adams (* 14. Februar 1931 in Northampton; † 13. Juni 2005 in London) war ein britischer Schauspieler.
Adams war eigentlich ausgebildeter Kunstmaler und studierte an der Chelsea Art School sowie an der London University. Nach seinem Militärdienst bei einer Sanitätseinheit der Royal Air Force lehrte er in seiner Heimatstadt Northampton. Über die Organisation von Schülertheatern gelangte er zufällig zum professionellen Schauspiel und arbeitete als Darsteller verschiedener Produktionen im Londoner West End. 
Weiterhin wirkte er in verschiedenen Kino- und TV-Produktionen mit, insgesamt umfasst sein filmisches Schaffen rund 80 Produktionen zwischen 1965 und 2001. International bekannt wurde er vor allem durch seine Darstellung des Dr. Everett von Scott in Richard O’Briens und Jim Sharmans Kultfilm The Rocky Horror Picture Show aus dem Jahr 1975. Zwei Jahre zuvor hatte er bereits in der Uraufführung des Musicals The Rocky Horror Show am Londoner West End die Rolle des Erzählers übernommen.
Jonathan Adams starb in London im Alter von 74 Jahren an einem Schlaganfall.

## Filmografie (Auswahl)
- 1965: The Man in Room 17 (Fernsehserie, Folge 1x01)
- 1968: Triton (Fernsehserie, 4 Folgen)
- 1968–1971: Coronation Street (Fernsehserie, 5 Folgen)
- 1969: Mörder GmbH (The Assassination Bureau)
- 1975: Edward VII. (Edward the Seventh, Miniserie)
- 1975: The Rocky Horror Picture Show
- 1977: Jesus von Nazareth (Jesus of Nazareth, Miniserie)
- 1977: Mein lieber Boß, Du bist ’ne Flasche (Adventures of a Private Eye)
- 1978: Benny, der Pechvogel (Adventures of a Plumber’s Mate)
- 1981–1983: Jim Bergerac ermittelt (Bergerac, Fernsehserie, 8 Folgen)
- 1982: Erinnerungen an Lord Nelson (I Remember Nelson, Miniserie)
- 1983: Reilly, Spion der Spione (Reilly, Ace of Spies, Miniserie)
- 1984: Der Unsichtbare (The Invisible Man, Miniserie)
- 1985: Revolution
- 1985: Sherlock Holmes (Fernsehserie, Folge 2x03)
- 1987: Miss Marple: Das Schicksal in Person (Miss Marple: Nemesis, Miniserie)
- 1988: Yes Minister (Yes, Prime Minister, Fernsehserie, Folge 2x05 Power to the People)
- 1989: Danny – Der Champion (Danny, the Champion of the World, Fernsehfilm)
- 1990: Two Evil Eyes (Due occhi diabolici)
- 1990: Braut in Schwarz (The Bride in Black, Fernsehfilm)
- 2001: Märchen der Welt (Animated Tales of the World, Fernsehserie, Stimme von Ewenn Senior)